# Pòstit

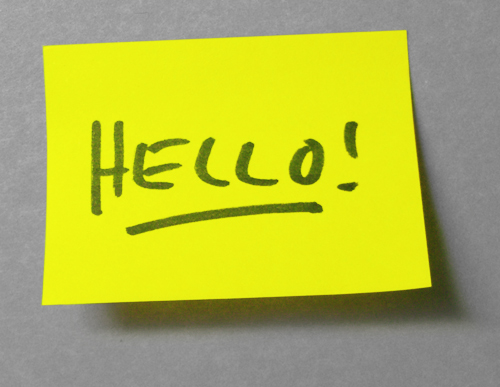
Post-It

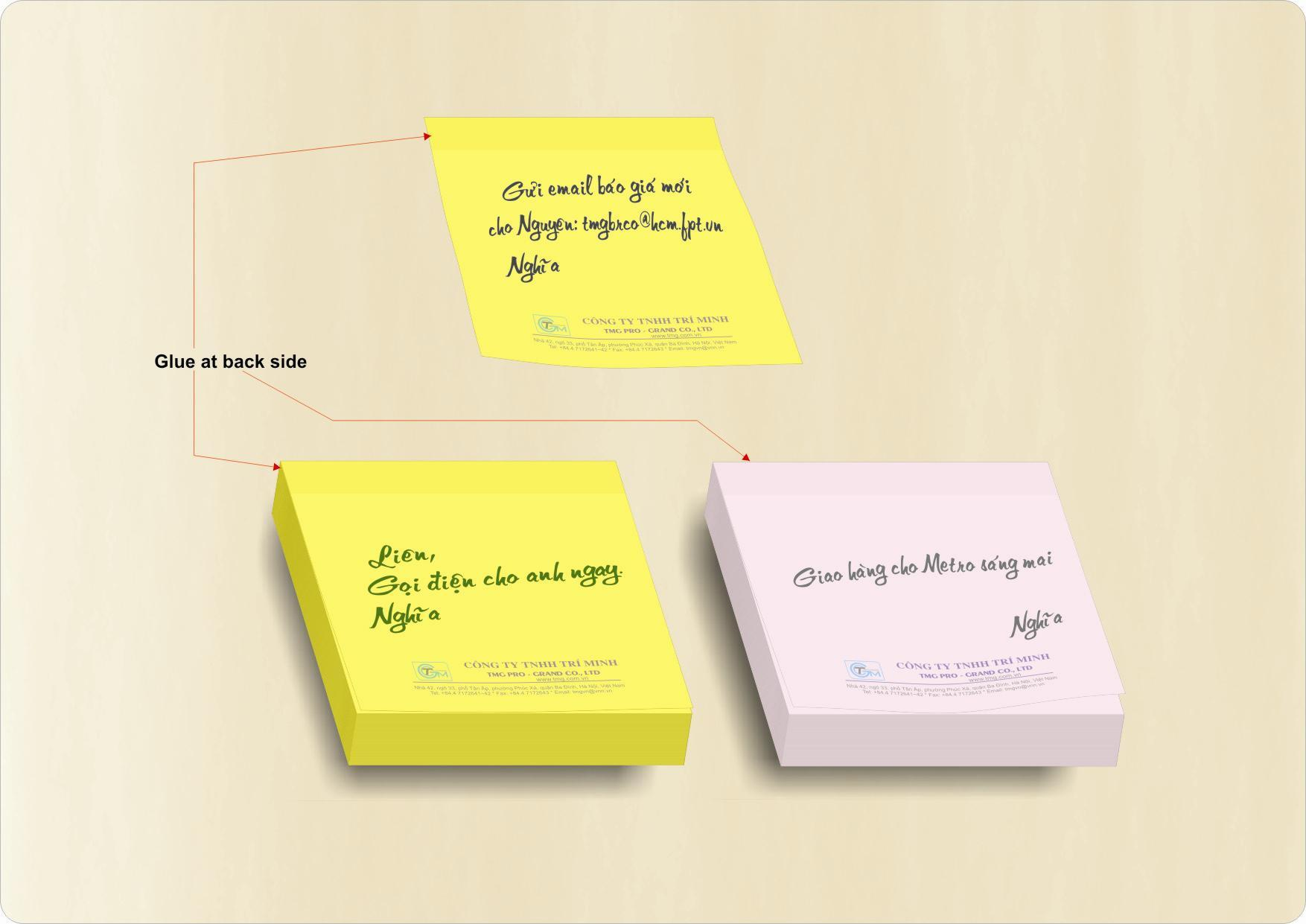
Preprinted Post it notes

Un pòstit, groguet o nota adhesiva és un petit full de paper adhesiu de diverses mides, formes i colors. Es fan servir per escriure notes recordatòries i enganxar-les després en tota mena de superfície, sense deixar traces quan es treu. El mot prové de la marca registrada «Post-It®», propietat de la companyia estatunidenca Minnesota Mining and Manufacturing Company, més coneguda com a 3M.
Se'n fabriquen de diverses mides, formes i colors, tot i que el post-it més emblemàtic és el de color groc. A la part del darrere tenen una franja adhesiva que es pot enganxar i desenganxar a qualsevol classe de suport sense deteriorar-lo. Es venen en paquets de diversos fulls enganxats entre si.
El Centre de Terminologia de Catalunya recull tant la denominació comercial Post-It com la més neutra nota adhesiva. Més original tot i que encara minoritari és el terme groguet, (pel típic color groc més habitual d'aquestes notes adhesives), adhesiu o recordatori són altres variants encara no generalitzats. La Corporació Catalana de Mitjans Audiovisuals proposa l'ortografia normalitzada «pòstit», plural «pòstits», sota influència del castellà col·loquial també anomenat pòsit.

## Història
L'adhesiu usat ulteriorment en els Post-It® va ser inventat l'any 1968 per Spencer Silver, un investigador de la companyia 3M. En realitat estava buscant un nou adhesiu potent, de manera que no el va trobar, per tant, no li va atorgar cap ús. L'any 1974, a un amic seu, Arthur Fry, se li va ocórrer utilitzar aquell adhesiu per a crear punts de llibre, mentre fullejava un llibre. Es va experimentar amb prototips des de l'any 1977 fins que el 6 d'abril de l'any 1980, es van llançar al mercat dels Estats Units després d'una poderosa campanya publicitària, abans de conquerir el mercat mundial.
Una innovació més recent és el programari que imita en part la funció dels Post-It, creant finestres emergents a l'escriptori de l'ordinador personal.